# Corey Hawkins
Corey Antonio Hawkins (Washington, D.C., 22 de outubro de 1988) é um ator norte americano, conhecido pelo papel de Heath em The Walking Dead e de Dr. Dre na cinebiografia Straight Outta Compton, sobre o grupo de gangsta rap N.W.A..

## Vida e carreira
Hawkins nasceu em Washington, D.C., onde frequentou a Duke Ellington School of the Arts, formando-se na Juilliard School em Nova Iorque.[carece de fontes?] Enquanto estudava na Juilliard School, Hawkins recebeu o prémio John Houseman por excelência no teatro clássico. Após a formatura, começou sua carreira estrelando em produções Off-Broadway e, eventualmente, foi convidado a estrelar na televisão. 
Em 2013, Hawkins fez sua estreia na Broadway como Tybalt no revival da peça de Shakespeare Romeu e Julieta. Hawkins fez uma breve aparição em Homem de Ferro 3 (2013), seguido de um papel ao lado de Liam Neeson e Julianne Moore no thriller de ação da Universal Pictures, Non-Stop (2014). Em 2015, a The Hollywood Reporter anunciou que Hawkins iria participar de um episódio de The Walking Dead.

## Filmografia

### Cinema
| Cinema | Cinema                 | Cinema          |
| Ano    | Filme                  | Papel           |
| ------ | ---------------------- | --------------- |
| 2011   | Digital Antiquities    | Kai             |
| 2012   | Allegiance             | Willie          |
| 2013   | Homem de Ferro 3       | Navy Op         |
| 2014   | Non-Stop               | Travis Mitchell |
| 2014   | Romeo and Juliet       | Tybalt          |
| 2015   | Straight Outta Compton | Dr. Dre         |
| 2017   | Kong: Skull Island     | Brooks          |
| 2019   | 6 Underground          | Seven (Sete)    |
| 2020   | Godzilla vs. Kong      | Brooks          |
| 2021   | In the Heights         | Benny           |
| 2021   | The Tragedy of Macbeth | Macduff         |
| 2023   | A Cor Púrpura          | Harpo           |
| 2024   | The Piano Lesson       | Avery Brown     |

### Televisão
| Televisão     | Televisão        | Televisão   |
| Ano           | Filme            | Papel       |
| ------------- | ---------------- | ----------- |
| 2011          | Royal Pains      | Busboy      |
| 2013          | Golden Boy       | Evander     |
| 2015-presente | The Walking Dead | Heath       |
| 2017          | 24: Legacy       | Eric Carter |

### Teatro
| Teatro | Teatro                    | Teatro  |
| Ano    | Filme                     | Papel   |
| ------ | ------------------------- | ------- |
| 2011   | Hurt Village              | Buggy   |
| 2011   | Suicide, Incorporated     | Perry   |
| 2013   | Romeo and Juliet          | Tybalt  |
| 2017   | Six Degrees of Separation | Paul    |
| 2022   | Topdog/Underdog           | Lincoln |

## Principais Prêmios e Indicações
| Ano  | Trabalho                  | Prêmio                                               | Categoria                                        | Resultado |
| ---- | ------------------------- | ---------------------------------------------------- | ------------------------------------------------ | --------- |
| 2015 | Straight Outta Compton    | Hollywood Film Awards                                | Breakout Ensemble Award                          | Venceu    |
| 2015 | Straight Outta Compton    | Washington D.C. Area Film Critics Association Awards | Melhor Elenco                                    | Indicado  |
| 2016 | Straight Outta Compton    | Critics' Choice Awards                               | Melhor Elenco                                    | Indicado  |
| 2016 | Straight Outta Compton    | Screen Actors Guild Awards                           | Melhor Elenco em Cinema                          | Indicado  |
| 2016 | Straight Outta Compton    | NAACP Image Awards                                   | Outstanding Supporting Actor in a Motion Picture | Indicado  |
| 2016 | Straight Outta Compton    | Black Reel Awards                                    | Best Supporting Actor                            | Indicado  |
| 2017 | Six Degrees of Separation | Tony Awards                                          | Best Actor in a Play                             | Indicado  |
| 2023 | Topdog/Underdog           | Tony Awards                                          | Best Actor in a Play                             | Indicado  |
| 2023 | Topdog/Underdog           | Outer Critics Circle Awards                          | Outstanding Lead Performer in a Broadway Play    | Indicado  |